# Hold On (canción de Nervo)
«Hold On» —en español: «Aguantar»—, es una canción del dúo de cantantes y disc jockeys australianas Nervo, bajo la coproducción del disc jockey neerlandés R3hab, incluida en el álbum de estudio de Nervo, Collateral. El sencillo se lanzó en formato digital el 9 de abril de 2013 en Australia, Estados Unidos, Reino Unido e Irlanda. Obtuvo la primera posición del Hot Dance Club Songs siendo el primer sencillo del dúo en alcanzar la máxima ubicación en esta lista.

## Video musical
Un vídeo musical para acompañar el lanzamiento de "Hold On" fue lanzado fue estrenado en YouTube el 19 de abril de 2013 con una duración de tres minutos con cuatro segundos. Fue dirigido por Thomas Trail y en él muestra a una joven que pierde a su amor y todavía logra verlo en su mente.

## Lista de canciones
| Descarga digital |                          |          |  |
| N.º              | Título                   | Duración |  |
| 1.               | «Hold On» (Radio Edit)   | 3:01     |  |
| 2.               | «Hold On» (Extended Mix) | 4:18     |  |

| Remixes Pt.1 |                                  |          |  |
| N.º          | Título                           | Duración |  |
| 1.           | «Hold On» (Angger Dimas Remix)   | 5:32     |  |
| 2.           | «Hold On» (Fred Falke Radio Mix) | 3:45     |  |
| 3.           | «Hold On» (Fred Falke Remix)     | 6:57     |  |
| 4.           | «Hold On» (LOUDPVCK Remix)       | 4:07     |  |

| Remixes Pt.2 |                                        |          |  |
| N.º          | Título                                 | Duración |  |
| 1.           | «Hold On» (R3hab & Silvio Ecomo Remix) | 4:54     |  |
| 2.           | «Hold On» (Vicetone Remix)             | 5:49     |  |
| 3.           | «Hold On» (Dimension Remix)            | 4:56     |  |

## Posicionamiento en listas
| Lista (2013–2021)                           | Mejor posición |
| ------------------------------------------- | -------------- |
| Bélgica (Flandes) (Ultratip Bubbling Under) | 16             |
| Eslovaquia (Rádio Top 100)                  | 76             |
| Estados Unidos (Hot Dance Club Songs)       | 1              |
| Estados Unidos (Hot Dance/Electronic Songs) | 23             |
| Reino Unido (The Official Charts Company)   | 182            |
| Reino Unido (UK Dance Chart)                | 37             |

| País           | Lista (2013)               | Posición |
| -------------- | -------------------------- | -------- |
| Estados Unidos | Dance Club Songs           | 25       |
| Estados Unidos | Hot Dance/Electronic Songs | 63       |

### Sucesión en listas
| Anterior: «Get Lucky» de Daft Punk con Pharrell Williams | Hot Dance Club Songs — Sencillo Nro 1 22 de junio de 2013 — 29 de junio de 2013 | Siguiente: «People Like Us» de Kelly Clarkson |